# Richard III van Montfaucon
Richard III van Montfaucon (overleden tussen 7 en 17 juni 1227) was van 1195 tot 1227 heer van Montfaucon en graaf van Montbéliard.

## Levensloop
Richard III was de oudste zoon van heer Amadeus II van Montfaucon, die in 1163 eveneens graaf van Montbéliard was geworden, en Beatrix van Joinville. In 1195 volgde hij zijn overleden vader op als heer van Montfaucon en graaf van Montbéliard. 
In de machtsstrijd tussen Filips van Zwaben en Otto IV om de titel van Rooms-Duits koning koos Richard III samen met zijn schoonvader, graaf Stefanus III van Auxonne, de zijde van Otto IV. In het begin van de 13e eeuw speelde Richard een belangrijke rol in de oorlog tussen graaf Stefanus III van Auxonne en hertog Otto I van Meranië. Ook was hij in een oorlog verwikkeld met graaf Frederik II van Ferrette. 
In 1227 stierf Richard III van Montfaucon.

## Huwelijk en nakomelingen
Richard huwde met Agnes, dochter van graaf Stefanus III van Auxonne. Ze kregen volgende kinderen:
- Diederik III (1205-1283), graaf van Montbéliard
- Amadeus III (overleden in 1280), heer van Montfaucon
- Richard (overleden in 1277), heer van Antigny, Courchaton en Montrond
- Stefanus (overleden in 1250), deken van de kapittel van Besançon
- een dochter (overleden in 1251), huwde met heer Humbert II van Cossonay